# Amfiteatrul roman din Palmira
Amfiteatrul roman din Palmira este un monument istoric situat în orașul Palmira, care a fost unul din cele mai importante centre culturale ale lumii antice.
Orașul, situat în deșertul sirian, la aprox. 200 km nord-est de Damasc, pe drumul mătăsii, a fost preluat sub control roman la mijlocul sec I e.n., ca parte a provinciei romane Siria. Monumentele construite de romani includ o stradă cu lungimea de 1.100 m mărginită de coloane, temple, teatre, piețe, necropole și apeducte. 
Palmira a intrat în patrimoniul UNESCO în 1980, dar orașul a suferit daune în anul 2015, pe durata conflictului din Siria.